# Iolana farriolsi
Iolana farriolsi är en fjärilsart som beskrevs av De Sagarra 1932. Iolana farriolsi ingår i släktet Iolana och familjen juvelvingar. Inga underarter finns listade i Catalogue of Life.